# Gämsblindheit
Die Gämsblindheit (auch Gamsblindheit) ist eine hochansteckende Augenerkrankung der Schafe, Ziegen, Gämsen und Steinböcke (insbesondere Rupicapra r. rupicapra und Capra i. ibex). Sie wird durch den Erreger Mycoplasma conjunctivae hervorgerufen. Diese Mykoplasmose ist auch als Infektiöse Keratokonjunktivitis IKK bzw. IKC (infectious keratoconjunctivitis) bekannt. Infektiöse Keratokonjunktividen können jedoch in der Veterinärmedizin auch Krankheiten bezeichnen, die nicht durch M. conjunctivae hervorgerufen werden, die der Gämsblindheit jedoch ähneln.

## Vorkommen
Mycoplasma conjunctivae ist bei Schafen verbreitet und diese Tiere stellen ein Erregerreservoir dar, von dem aus Wildtiere infiziert werden können, wenn diese sich in der Nähe von Schafherden aufhalten. Typisch für die Gämsblindheit ist das Auftreten von Epidemien. Bislang trat die Gämsblindheit in den europäischen Alpengebieten, in den Pyrenäen und Neuseeland auf. Mehrere hundert Gämsen sind dieser Krankheit bislang zum Opfer gefallen. Möglicherweise spielen Fliegen als Überträger eine Rolle bei der Ausbreitung der Krankheit.
In Wildtierpopulationen kann sich die Infektion in der Regel nicht halten.
In Schafherden hält sich der Erreger durch häufigen Tierverkehr (häufige Durchmischung von Herden).
Es gibt Hinweise für eine Bedeutung der Gämsblindheit als Zoonose, eine mögliche Übertragung und folgende Infektion des Menschen nach Kontakt mit erkrankten Tieren ist nicht auszuschließen.

## Symptomatik
Die Inkubationszeit ist mit wenigen Tagen sehr kurz. Bei den betroffenen Tieren wird eine Entzündung und Läsion der Bindehäute und der Hornhaut (Keratokojunktivitis) mit Augenausfluss beobachtet. Meistens sind beide Augen betroffen. Es kommt in Folge zur Trübung der Hornhaut, die zu einer Erblindung führt, die jedoch reversibel sein kann. Es kann auch zu Löchern in der Hornhaut kommen. Durch den Verlust der Sehkraft kommt es häufig zu Stürzen und Todesfällen unter den infizierten Wildtieren, etwa 30 % der infizierten Tiere verenden.
Bei Nutztieren tritt die Erkrankung oft bei Jungtieren auf, die Symptome sind aber oft mild.
Bei Schafen kann die Erkrankung mit einer Infektion durch Chlamydia pecorum verwechselt werden.

## Therapie
Eine kausale Therapie ist bislang nicht bekannt. Infizierte Nutztiere müssen von Wildtieren getrennt gehalten werden.

## Vorsorge
Zum Schutz der Wildtiere ist ein Kontakt mit Nutztieren zu vermeiden.
Nutztiere mit Erkrankungszeichen sollten nicht (unbehandelt) zu Sömmerung zugelassen werden.
Im Moment existiert keine Impfung.
Wintersportler und Wanderer sollten allgemein Rücksicht auf Wildtiere nehmen und sich Tieren nicht nähern.